# Neoprolochus jacobsoni
Neoprolochus jacobsoni là một loài nhện trong họ Tetragnathidae. Chúng thuộc chi đơn loài Neoprolochus, được miêu tả năm 1927 bởi Reimoser.